# Twilight Force
Twilight Force je švédská powermetalová hudební skupina založená v roce 2011 hudebníky s přezdívkami Lynd (kytara) a Blackwald (klávesy). Ti spolu se zpěvákem Chrileonem, baskytaristou Bornem, kytaristou Aerendirem a bubeníkem Robbanem Bäckem vydali v roce 2014 u vydavatelství Black Lodge Records debutové album Tales of Ancient Prophecies. To se setkalo s úspěchem a následoval přechod k většímu vydavatelství Nuclear Blast, pod kterým vydali v roce 2016 zatím poslední album Heroes of Mighty Magic. Během podzimu 2017 kapelu z důvodu rozdílných názorů a priorit opustil zpěvák Chrileon. V roce 2019 pak s novým zpěvákem Alessandrem Contim vydala kapela studiovou desku Dawn of the Dragonstar.
Členové kapely chtějí svá pravá jména uchovat v anonymitě, proto používají přezdívky. Každý člen zároveň představuje jednu fiktivní fantasy postavu, která má svoji roli v příběhu, vlastnosti a schopnosti. Po textové stránce jsou jejich hlavním tématem hrdinské příběhy z mytických světů. Hudebně se jedná o mix power metalu, speed metalu a symfonického metalu, což sami členové skupiny prezentují jako adventure metal. Jde o snahu navázat na alba powermetalových skupin z přelomu tisíciletí, konkrétně se skladatelé Lynd a Blackwald nechávají inspirovat kapelami jako jsou například Rhapsody, Stratovarius či Sonata Arctica.

## Historie

### Začátky a debutové album (2011–2015)

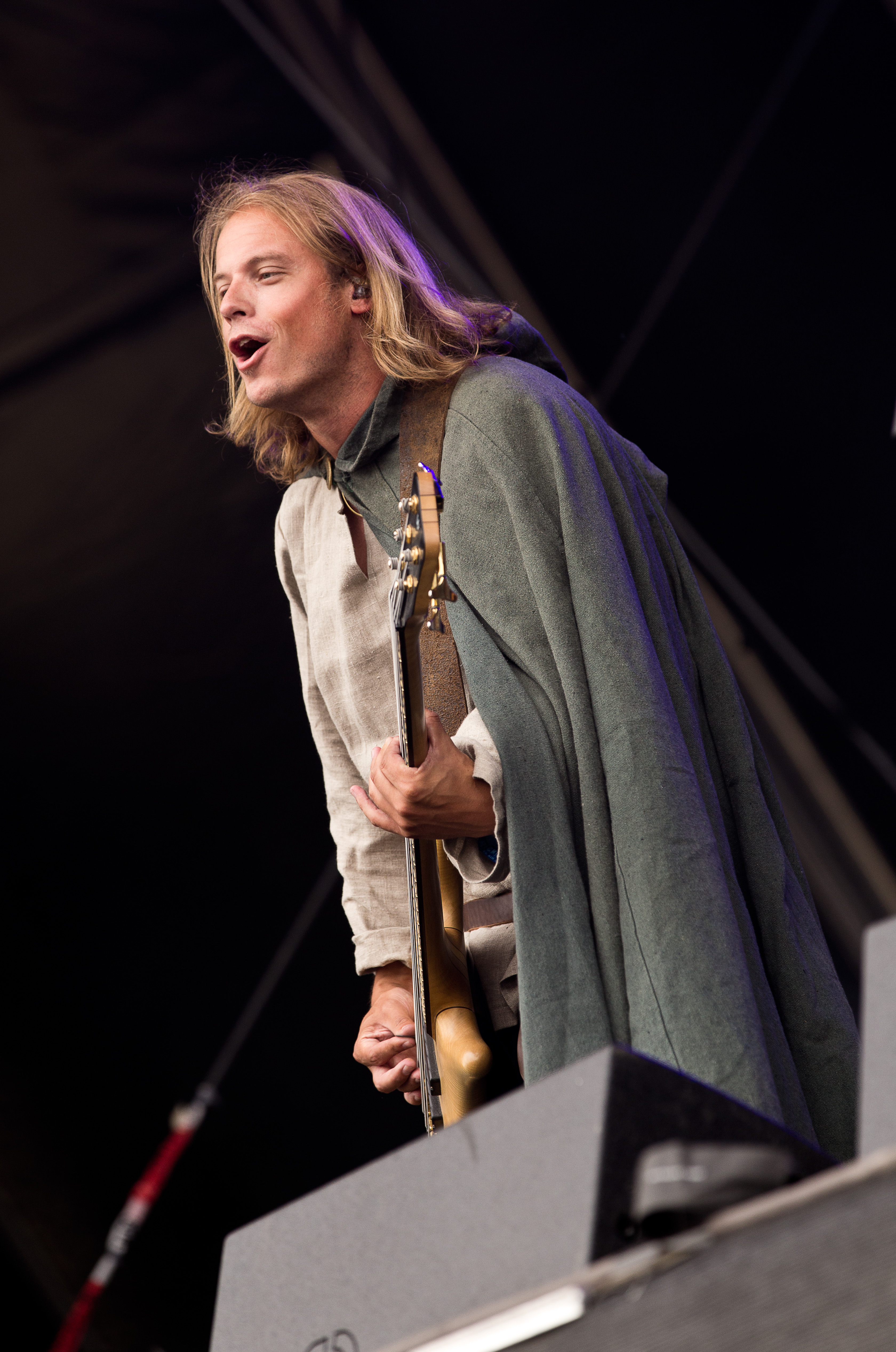
Baskytarista Born na Rockharz Open Air 2016

První melodie pro hudební album, které by stylově navazovalo na alba powermetalových skupin z konce 90. let 20. století a ze začátku 21. století měli hudebníci s přezdívkami 2011 Lynd (kytara) a Blackwald (klávesy) složené již v roce 2006. V roce 2011 založili ve Falunu s vizí přivést zpět zlatou éru power metalu hudební skupinu Twilight Force. Během následujících dvou až tří let postupně zlepšovali své hráčské dovednosti a hledali další hudebníky s podobnou vizí. Ke kapele se tedy připojil zpěvák Chrileon, baskytarista Borne, druhý kytarista Aerendir a bubeník Robban Bäck. V této sestavě začali s nahráváním první studiové desky.
Nahrávání probíhalo v jejich vlastním studiu The Twilight Forge a producentem byli sami Lynd a Blackwald, kteří také složili všechny skladby. Deska dostala název Tales of Ancient Prophecies a vyšla v roce 2014 přes vydavatelství Black Lodge Records. Po vydání debutového alba, které se umístilo na 29. pozici ve švédské hitparádě Sverigetopplistan, kapelu opustil Robban Bäck, místo kterého přišel De'Azsh. V rámci podpory alba skupina během let 2014 a 2015 absolvovala kromě několika málo hudebních festivalů, mezi nimiž byl také český Made of Metal v Hodoníně, dvě evropské koncertní turné v roli předkapely; jednou předskakovala skupině Gloryhammer, podruhé finskému uskupení Sonata Arctica.

### Evropská turné, odchod zpěváka (2016–2018)
První materiály pro druhé studiové album měli Lynd s Blackwaldem složené již před vydáním Tales of Ancient Prophecies. Zatímco u první desky chtěla skupina navázat na tvorbu powermetalových kapel z přelomu tisíciletí, tentokrát bylo jejich cílem „udělat krok vpřed“. Skladby jsou tedy více komplexnější a obsahují velké množství orchestrálních prvků. Ty byly vytvořeny převážně samplováním, některé nástroje, jako třeba loutna, perkuse, cembalo nebo housle byly nahrány živě. Nahrávání opět probíhalo ve studiu The Twilight Forge a o produkci se starali Lynd a Blackwald, kteří album také smíchali a zmasterizovali. Twilight Force pro album také vytvořili svůj vlastní fantasy svět, přičemž každý člen kapely představuje jednu fiktivní postavu. Ta má své vlastní vlastnosti a schopnosti, které jsou popsané v bookletu alba. Album dostalo název Heroes of Mighty Magic a vyšlo v létě 2016 u vydavatelství Nuclear Blast, se kterým skupina podepsala smlouvu na začátku téhož roku.

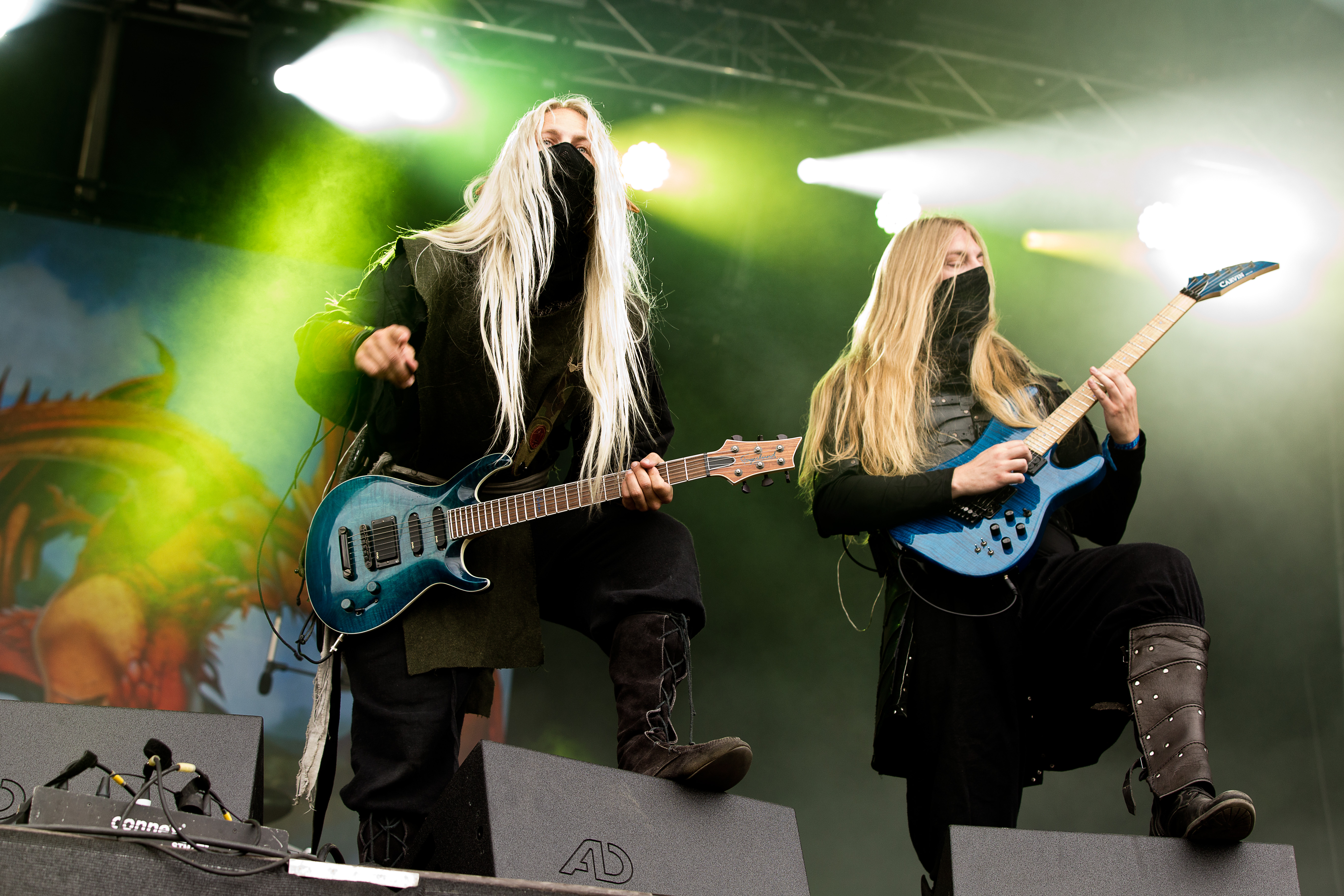
Kytaristé Aerendir a Lynd na Rockharz Open Air 2016

Deska byla hudebními kritiky hodnocena převážně kladně, dočkala se také označení „mistrovské dílo“. Nejvíce byl kritizován zvuk alba, jeho produkce a mix, především kvůli v některých pasážích málo výrazných kytar a špatného ozvučení bicích. Heores of Mighty Magic se probojovalo do několika evropských hitparád; švédské Sverigetopplistan (rocková alba), britské UK Albums Chart (rocková alba) a německé Media Control Charts. Deska se také stala „albem roku Spark 2016“ v kategorii heavy/speed/power metal dle hodnocení čtenářů českého magazínu Spark.
Během letních festivalů skupina vystoupila mimo jiné na Sabaton Open Air 2016, kde své vystoupení nahrála pro připravované DVD. Během nahrávání se ovšem skupina potýkala s různými problémy, není tedy jasné, kdy a jestli bude DVD vydáno, zveřejněn byl pouze videoklip k písni „Powerwind“. Po letních festivalech následovaly během konce roku 2016 a roku 2017 tři koncertní turné v roli předkapely; první se Sonatou Arcticou, druhá a pro Twilight Force do té doby největší koncertní série proběhla se skupinami Sabaton a Accept a na podzim roku 2017 kapela ještě předskakovala DragonForce. Toto turné se ovšem odehrálo bez zpěváka Chrileona, jehož odchod ze skupiny byl oznámen přibližně dva týdny před začátkem koncertní série. Důvodem odchodu byly dle ostatních členů rozdílné názory a priority. Jako dočasný zpěvák ho zastoupil Tommy Johansson. Ještě předtím Twilight Force rámci letních festivalů zavítali v roce 2017 do Japonska a Ameriky a také na Wacken Open Air, největší metalový festival v Evropě.

### Třetí album (od 2019)
Na v pořadí třetím studiovém album začala skupina pracovat již v roce 2017, o rok později pak začalo nahrávání. Na desce, jež se jmenuje Dawn of the Dragonstar, se představil nový stálý zpěvák Alessandro Conti. Album bylo vydáno v srpnu roku 2019.

## Hudební styl
Hudební styl, který lze označit jako symfonický speed/power metal, kapela sama nazývá adventure metal. Podle bývalého zpěváka Chrileona se hudebně jedná o mix powermetalu, Disney a Pána prstenů. Zároveň podle něj jde o to, „aby se posluchači při poslechu Twilight Force mohli vydat na dobrodružství a představit si magii, draky a celý skupinou vytvořený fantasy svět.“ Twilight Force chtějí podle vlastních slov navázat na tvorbu Rhapsody z přelomu tisíciletí, vrátit tento styl zpět na výsluní a přivést zpět zlatou éru power metalu. Mezi další inspirace patří skupiny Helloween, Stratovarius, Sonata Arctica, či Edguy; jde ale především o první alba těchto skupin. Dalším typickým znakem pro hudbu Twilight Force je vysoko posazený vokál hlavního zpěváka.
| „                                  | Jde nám především o to, abychom v metalu osvěžili a navrátili dobu z přelomu tisíciletí. Jak už bylo řečeno – chceme přivést zpět zlatou éru power metalu. | “ |
| — Lynd, rozhovor pro magazín Spark | |   |

Členové skupiny chtějí svá pravá jména uchovat v anonymitě, proto používají přezdívky. Zároveň každý z nich prezentuje určitou fantasy postavu, jenž má své vlastnosti a schopnosti. Ty jsou uvedeny v bookletu druhé studiové desky Heroes of Mighty Magic, ke které Twilight Force vytvořili vlastní fantasy svět.

## Sestava
- Alessandro Conti (od 2018)
- Lynd – kytara (od 2011)
- Aerendir – kytara (od 2011)
- Borne – baskytara (od 2011)
- Blackwald – klávesy, housle (od 2011)
- De'Azsh – bicí (od 2015)

Bývalí členové
- Chrileon – zpěv (2011–2017)
- Robban Bäck – bicí (2011–2015)

## Diskografie
- Tales of Ancient Prophecies (2014)
- Heroes of Mighty Magic (2016)
- Dawn of the Dragonstar (2019)
- At the Heart of Wintervale (2023)